# 鄭泳舜
鄭泳舜，BBS，MH，JP（1979年—），祖籍廣東潮陽，香港政治人物，現任香港立法會議員（九龍西），民建聯成員，前香港深水埗區議會南昌北選區議員。

## 簡歷
鄭泳舜少時居於深水埗南山邨，早年就讀瑪利諾神父教會學校（小學部），中學時期搬入屯門，在佛教沈香林紀念中學讀至中四往紐西蘭升學，大學畢業於奧克蘭大學的統計學系。畢業後於2003年回到香港，適逢SARS事件，當時其首份工作乃廣告設計公司上班，及後轉職至商場擔任租務及管理。

### 區議會選舉
2005年，鄭泳舜涉足政界，開始進行地區工作，翌年加入民建聯至今。
2007年香港區議會選舉，鄭泳舜代表民建聯出戰南昌北選區，挑戰競選連任的民主陣線暨神州青年服務社成員梁漢華，當時民協同時派出原深水埗區議會副主席兼南昌東選區區議員梁欐出戰，使本區成為泛民主派撞區。最終，鄭泳舜以當區唯一建制派候選人的身份取得912票，相比梁欐的898票和梁漢華624票，以27歲之齡成為區議員。
2011年香港區議會選舉，鄭泳舜於同區競選逐連任，對手有民協的梁欐外，和人民力量的盧蔚然參選。結果，鄭泳舜票數以1485票，超過梁欐的1133票及盧蔚然的296票，成功連任。
2015年香港區議會選舉，鄭泳舜再次角逐連任，這次的選區範圍回復為大埔道、南昌街、長沙灣道、欽州街所包括的樓宇為主，即1985年—2007年所採用的選區範圍，同時南昌東選區重新設立。這次，民協未有再派人挑戰，而人民力量則派出參與旺角鳩嗚團的成員陳永輝參選。結果鄭泳舜以1461票多於陳永輝的976票成功連任。
2019年香港區議會選舉，鄭泳舜再次角逐連任，但最終鄭以446票之差敗給公民黨劉家衡，連任失敗。然而，2021年7月，劉家衡辭去區議員一職，帶同妻子潘書韻離港「著草」，令深水埗區議會南昌北區議席懸空。

### 立法會選舉
鄭泳舜過往曾參與兩屆立法會選舉，皆代表民建聯出戰。因其本身是深水埗區議會區議員的關係，加上形象不差，被納入出選名單之中。
2008年香港立法會選舉為鄭泳舜首次代表出選，成為李慧琼名單的候選人之一；2012年香港立法會選舉第二次參選，則成為蔣麗芸名單的候選人之一。
2017年，鄭泳舜於民建聯黨內遴選中擊敗油尖旺區議會主席兼葉國忠之子葉傲冬，代表建制派披甲出戰2018年3月香港立法會補選。自2017年6月以來，其以「堅守信念，舜有希望」作為競選口號。2018年3月12日凌晨，經重新點票後，鄭泳舜以107,479票，以2,419票的差距擊敗姚松炎，勝出九龍西議席，成功當選，成為自回歸以來立法會地方選區補選之中，第一位勝出的建制派代表。。並於2021年香港立法會選舉改劃後的同一選區成功連任。

## 爭議

### 2018立法會補選「福袋事件」
民協深水埗區議員楊彧於3月15日在臉書上載一段錄音，錄音中人呼籲居民在補選支持民建聯和2號，其後可登記領取福袋。鄭泳舜回應時指「在整個參選過程中，我和競選團隊均遵守選舉法例。競選活動方面，是依照法例要求進行。」

### 「藍色水炮事件」
逃犯條例爭議期間，香港警察在2019年10月20日出動人群管理特別用途車，俗稱「水炮車」，在尖沙咀驅散人群，但兩度在清真寺停下噴射顏色水，清真寺正門大閘及地下被染藍。被射中的印度協會前主席毛漢 （Mohan Chugani） 向傳媒透露，鄭泳舜曾到他家探望，「警告他要小心說話」。其後鄭泳舜回覆傳媒查詢時指自己只是善意提醒老人家將會有不少傳媒訪問，會觸及宗教和種族等問題，「希望他不會被人利用」，強調言論並無威脅成份。其後鄭泳舜亦協助並將毛漢對警方行動的意見轉達給保安局及警方，並聯絡政務司司長辦公室，要求政府正視事件，落區向少數族裔宗教團體解釋。其後，時任特首林鄭月娥於2019年10月21日到訪清真寺，就事件道歉。

## 家庭
鄭泳舜的父親鄭錦鐘是前保良局主席，先後經營服裝生意及電腦配件分銷致富，包括創立上市公司偉仕控股有限公司（港交所：0856）。鄭錦鐘身兼多項公職，並曾為中央政策組非全職顧問，曾先後獲頒授榮譽獎章（MH）及銅紫荊星章（BBS）。
鄭泳舜於26歲時結婚，其太太為前無綫電視藝人胡杏兒的大姐胡可兒，並育有三名兒子。

## 外部鏈結
- 鄭泳舜網頁（页面存档备份，存于）